# Gert Verheyen
Gert Verheyen (Hoogstraten, 1970. szeptember 20. –) belga válogatott labdarúgó.
A belga válogatott tagjaként részt vett az 1998-as és a 2002-es világbajnokságon illetve a 2000-es Európa-bajnokságon.

## Sikerei, díjai
Anderlecht
- Belga bajnok (1): 1990–91
- Belga kupa (1): 1988–89

Club Brugge
- Belga bajnok (4): 1995–96, 1997–98, 2002–03, 2004–05
- Belga kupa (4): 1994–95, 1995–96, 2001–02, 2003–04
- Belga szuperkupa (8): 1992, 1994, 1996, 1998, 2002, 2003, 2004, 2005